# 天谷大辅
天谷大辅（日語：天谷 大輔，1977年4月29日—），日本独立游戏开发者，亦以发布作品时所用名义像素工作室（英語：Pixel Studio）而闻名。

## 游戏
《洞窟物语》是天谷大辅最著名的作品。在历时5年的独力开发后，他在2004年发布了这款基于PC的免费平台游戏。《洞窟物语》自发布伊始便广受评论家好评，并在2006年7月跻身瑞典电玩杂志《Super PLAY》的“史上最佳50款免费游戏”排行榜榜首。后来他还参与了Nicalis制作的《洞窟物语》Wii移植版《洞窟物语+》的开发，并负责重新进行人物设计。
除《洞窟物语》外，天谷大辅还制作了许多作品，如发布于2000年的《乌贼君》。近来他还针对iOS平台开发了Rockfish。
2011年间，游戏开发者大会邀请他到会演讲，而在演讲中他以《The Story of Cave Story》为题展开，从分析《洞窟物语》入手，阐述自己制作独立游戏的心得，并总结了做好游戏的要素。

## 音频软件
天谷大辅也制作了许多音频处理与音乐创作软件，并以钢琴纸卷式界面作为作曲软件的编辑界面，如在制作洞窟物语时他就使用自制的Org Maker来制作轻巧的.org格式的音乐。他亦开发了Org Maker的后继版本PxTone，并将之设计为一款免费的音频编辑套装。借助这一软件，用户可以自制音频采样，亦可创作音乐。